# George Whitefield
George Whitefield (16. december 1714 – 30. september 1770) eller George Whitfield var en engelsk anglikansk præst, der tilsluttede sig metodismen (stiftet af John Wesley), hvor han virkede som en dygtig prædikant.
Særligt i Wales med dens kulminer fik Whitefields prædikener stor tilslutning. Men også i kolonierne i Nordamerika: 13 gange rejste han over Atlanterhavet. Under 30 års utrættelige rejser prædikede han 18.000 gange, ofte mere end 40 timer ugentligt.
Whitefield var en enestående karismatisk prædikant. Han havde en smuk og stærk stemme, og ved hjælp af rige dramatiske evner kunne han rive selv kritiske tilhørere med sig. En berømt skuespiller sagde, at Whitefield kunne udtale ordet ”Mesopotamien” , så tilhørerne kom til at græde. Han havde en usædvanlig evne til at tale til menneskers hjerter. Rå kulminearbejdere lyttede åndeløst, nærmest hypnotiseret, til hans ord, mens tårerne løb ned ad deres sværtede kinder.
Whitefields prædikener var metodisk opbygget: De fremhævede Guds kærlighed og evangeliets frelsebudskab på baggrund af helvedes rædsler. De tilstræbte syndserkendelse, omvendelse og en stræben efter et bedre liv. Det sidste han sagde i sine prædikener, var som regel: “Kom, fattige, fortabte, elendige, kom, lige som du er, til Kristus.”